# Mesomele Dysplasie Typ Kantaputra
Die Mesomele Dysplasie Typ Kantaputra ist eine sehr seltene angeborene Erkrankung und gehört zu den Mesomelen Dysplasien.
Die Bezeichnung bezieht sich auf den Autor der Erstbeschreibung aus dem Jahre 1992 durch den Thailändischen Arzt Piranit Nik Kantraputra und Mitarbeitern.

## Verbreitung
Die Häufigkeit ist nicht bekannt, die Vererbung erfolgt autosomal-dominant.

## Ursache
Der Erkrankung liegen Mutationen im Chromosom 2 am Genort q24-q32 zugrunde.

## Diagnostik
Der Nachweis ist bereits vorgeburtlich durch Feinultraschall möglich.

## Klinische Erscheinungen
Klinische Kriterien sind:
- Sehr kurze Ulna
- gebogener Radius
- hantelartige Form des Oberarmknochens distal
- zunehmende Beugekontraktur der Hand in den proximalen Fingergelenken
- fixierte Plantarflexion der Füße mit Zehenspitzengang
- die ventral vorstehende Fibula gilt als Kennzeichen, ebenso eine Synostose zwischen Wadenbein und Fersenbein
- mitunter auch eine Tarsale Koalition

## Differentialdiagnostik
Abzugrenzen sind die anderen Formen der Mesomelen Dysplasie, insbesondere die Mesomele Dysplasie Typ Verloes-David-Pfeiffer.